# Romanització Hepburn
La romanització Hepburn (japonès: ヘボン式, hepburn: Hebon-shiki) és un sistema rōmaji de transcripció o transliteració dels sons del japonès a l'alfabet llatí. Va ser ideat pel clergue James Curtis Hepburn per transcriure el japonès per al seu diccionari japonès-anglès, publicat el 1867. Aquest sistema de vegades es coneix com a Hyōjun-shiki (estil estàndard).
Les diferents variacions (original i versions revisades) del sistema Hepburn són les més utilitzades per transcriure el japonès. Ofereix la millor indicació a un parlant d'idiomes com l'anglès de com es pronuncien les paraules en japonès modern. Al Japó, molts joves aprenen l'alfabet llatí a través de l'estudi de l'anglès, i per això el sistema Hepburn els resulta més còmode que el sistema oficial de facto, el Kunrei-shiki (també anomenat Monbushō i ISO 3602) Altres sistemes de romanització per al japonès són el Nihon-shiki (ISO 3602 estricte), i el JSL, molt menys emprat.

## Estatus legal
El sistema Hepburn està basat en la fonologia anglesa intentant acostar-se a la japonesa, i es va trobar inicialment amb certa oposició al Japó. En particular, una llei del gabinet del 21 de setembre de 1937 va proclamar l'adopció d'un sistema alternatiu, conegut com a Kunrei, com a sistema oficial de romanització al Japó. La llei lleugerament modificada va ser reemesa el 1954, amb poc efecte.
El 1972, el sistema Hepburn modificat va ser codificat com a estàndard ANSI Z39.11-1972. El 1989 va ser proposat com a esborrany per a l'ISO 3602, però va ser rebutjat en favor del sistema Kunrei. L'estàndard Z39.11-1972 es va considerar finalment obsolet el 6 d'octubre de 1994.
No obstant això, malgrat la falta d'estatus de iure, el sistema Hepburn continua sent l'estàndard de facto. Al Japó, tots els senyals oficials (carreteres, rètols, etc.) es romanitzen amb Hepburn o, cada vegada més, Hepburn modificat. El sistema ferroviari japonès, així com els altres mitjans de transports fan servir Hepburn o Hepburn modificat. També és així amb els diaris, la televisió, ciutats i prefectures, publicacions del Ministeri d'Afers Exteriors del Japó, informacions turístiques oficials publicades pel govern, guies, etc. Els estudiants de japonès com a llengua estrangera solen utilitzar Hepburn o Hepburn modificat.

#### Característiques de la romanització Hepburn
- Quan he へ es fa servir com a partícula, es romanitza com a e.
- Quan ha は es fa servir com a partícula, es romanitza com a wa.
- Quan wo を es fa servir com a partícula, es romanitza com a o.
- Les vocals llargues s'indiquen mitjançant un màcron, per exemple, la o llarga s'escriu ō.
- La n sil·làbica ん s'escriu n abans de consonant, però n' quan va abans de vocal o y.
- Les consonants geminades es marquen com a tals duplicant la consonant que segueix al caràcter っ, amb l'excepció de sh→ssh, ch→tch.
- Quan les síl·labes construïdes sistemàticament d'acord amb el sil·labari japonès (hiragana i katakana) contenen una consonant "inestable" per a l'idioma parlat modern, l'ortografia canvia adaptant-les a com les pronunciaria un angloparlant. Per exemple, し s'escriu shi, no si. Aquest tipus d'escriptura irregular, tanmateix, dificulta l'explicació de les conjugacions verbals regulars en japonès.

Les diferents variacions del sistema Hepburn indiquen les vocals llargues ō i ū de les següents maneres:
- Tōkyō: indicada amb un màcron. És l'estàndard preferible.
- Tôkyô: indicada amb un circumflex (com a substitut a falta de màcron en el teclat)
- Tokyo: el màcron s'omet per complet (comunament en paraules japoneses adoptades en altres idiomes, particularment en anglès)
- Tookyoo: es dobla la vocal
- Tohkyoh: s'indica amb una "h".
- Toukyou: escrit romanitzant cada caràcter hiragana: ō com a ou y ū com a uu. Això es coneix com a estil wāpuro, ja que és així com s'introdueix el text en un processador de textos japonès (en japonès wādo purosessā, que ve de l'anglès word processor, processador de textos) fent servir un teclat amb caràcters llatins.
- Tõkyõ: La o llarga s'indica mitjançant una titlla. Aquest estil és extremadament rar.
- Tökyö: La o llarga s'indica mitjançant una dièresi. Aquest estil és extremadament rar.

Alguns lingüistes s'oposen al sistema Hepburn, car no transcriu correctament les estructures fonètiques japoneses ni les conjugacions. Els que recolzen el sistema Hepburn argumenten que no ha estat ideat com una eina lingüística, i que en aquests contexts s'hauria d'utilitzar l'alfabet fonètic internacional.

## Hepburn original i modificat
La versió original del sistema Hepburn romanitza la n sil·làbica ん com a m abans de les consonants p, b i m, mentre que el sistema Hepburn modificat la romanitza sempre com a n.

#### Romanització Hepburn delhiragana
| あ a  | い i   | う u   | え e  | お o  |          |          |          |
| か ka | き ki  | く ku  | け ke | こ ko | きゃ kya | きゅ kyu | きょ kyo |
| さ sa | し shi | す su  | せ se | そ so | しゃ sha | しゅ shu | しょ sho |
| た ta | ち chi | つ tsu | て te | と to | ちゃ cha | ちゅ chu | ちょ cho |
| な na | に ni  | ぬ nu  | ね ne | の no | にゃ nya | にゅ nyu | にょ nyo |
| は ha | ひ hi  | ふ fu  | へ he | ほ ho | ひゃ hya | ひゅ hyu | ひょ hyo |
| ま ma | み mi  | む mu  | め me | も mo | みゃ mya | みゅ myu | みょ myo |
| や ya |        | ゆ yu  |       | よ yo |          |          |          |
| ら ra | り ri  | る ru  | れ re | ろ ro | りゃ rya | りゅ ryu | りょ ryo |
| わ wa |        |        |       | を o  |          |          |          |
|       |        |        |       | ん n  |          |          |          |
|       |        |        |       |       |          |          |          |
| が ga | き gi  | ぐ gu  | げ ge | ご go | ぎゃ gya | ぎゅ gyu | ぎょ gyo |
| ざ za | じ ji  | ず zu  | ぜ ze | ぞ zo | じゃ ja  | じゅ ju  | じょ jo  |
| ば ba | び bi  | ぶ bu  | べ be | ぼ bo | びゃ bya | びゅ byu | びょ byo |
| ぱ pa | ぴ pi  | ぷ pu  | ぺ pe | ぽ po | ぴゃ pya | ぴゅ pyu | ぴょ pyo |

#### Romanització Hepburn delkatakanaestàndard
| ア a  | イ i   | ウ u   | エ e  | オ o  |          |          |          |
| カ ka | キ ki  | ク ku  | ケ ke | コ ko | キャ kya | キュ kyu | キョ kyo |
| サ sa | シ shi | ス su  | セ se | ソ so | シャ sha | シュ shu | ショ sho |
| タ ta | チ chi | ツ tsu | テ te | ト to | チャ cha | チュ chu | チョ cho |
| ナ na | ニ ni  | ヌ nu  | ネ ne | ノ no | ニャ nya | ニュ nyu | ニョ nyo |
| ハ ha | ヒ hi  | フ fu  | ヘ he | ホ ho | ヒャ hya | ヒュ hyu | ヒョ hyo |
| マ ma | ミ mi  | ム mu  | メ me | モ mo | ミャ mya | ミュ myu | ミョ myo |
| ヤ ya |        | ユ yu  |       | ヨ yo |          |          |          |
| ラ ra | リ ri  | ル ru  | レ re | ロ ro | リャ rya | リュ ryu | リョ ryo |
| ワ wa |        |        |       | ヲ o  |          |          |          |
|       |        |        |       | ン n  |          |          |          |
|       |        |        |       |       |          |          |          |
| ガ ga | ギ gi  | グ gu  | ゲ ge | ゴ go | ギャ gya | ギュ gyu | ギョ gyo |
| ザ za | ジ ji  | ズ zu  | ゼ ze | ゾ zo | ジャ ja  | ジュ ju  | ジョ jo  |
| バ ba | ビ bi  | ブ bu  | ベ be | ボ bo | ビャ bya | ビュ byu | ビョ byo |
| パ pa | ピ pi  | プ pu  | ペ pe | ポ po | ピャ pya | ピュ pyu | ピョ pyo |

#### Romanització Hepburn del katakana estès
(Aquestes combinacions de caràcters s'utilitzen sobretot per representar sons de paraules d'altres idiomes.)
|          |          |          | イェ ye  |          |
|          | ウィ wi  |          | ウェ we  | ウォ wo  |
| ヴァ va  | ヴィ vi  | ヴ vu    | ヴェ ve  | ヴォ vo  |
|          |          |          | シェ she |          |
|          |          |          | ジェ je  |          |
|          |          |          | チェ che |          |
|          | ティ ti  | トゥ tu  |          |          |
|          | ディ di  | ドゥ du  |          |          |
| ツァ tsa | ツィ tsi |          | ツェ tse | ツォ tso |
| ファ fa  | フィ fi  |          | フェ fe  | フォ fo  |
|          |          | フュ fyu |          |          |